# Intero Veteranai Wisaginia
Intero Veteranai Wisaginia (lit. Futbolo Klubas Intero Veteranai) – litewski klub piłkarski z siedzibą w Wisaginie.

## Historia
Chronologia nazw:
- 1979—1992: Interas Sniečkus (lit. Interas Sniečkus)
- 1992—1997: Interas Wisaginia (lit. Interas Visaginas)
- 1997: Avakona Wisaginia (lit. Avakona Visaginas)
- 1998: FK Wisaginia (lit. FK Visaginas)
- 1998—2003: Interas Wisaginia (lit. Interas Visaginas)
- 2004: Interas-AE Wisaginia (lit. Interas-AE Visaginas)
- 2005—2008: Interas Wisaginia (lit. Interas Visaginas)
- 2009—...: Intero Veteranai Wisaginia (lit. Intero Veteranai Visaginas)

Klub piłkarski Interas Sniečkus został założony w 1979 i reprezentował miejscową elektrownię atomową. Od 1990 klub występował w II Lyga Mistrzostw Litwy. W 1992 miasto otrzymało nazwę Wisaginia, dlatego i klub zmienił odpowiednio nazwę. W 1994 zajął 2 miejsce i awansował do A lygi. Pierwszy sezon 1994/95 w I Lydze był nieudany - ostatnie 12 miejsce i powrót do II Lygi. Po rocznym pobycie w 2 lidze klub powrócił do I Lygi. W 1996 nastąpiła reorganizacja systemu lig i została utworzona najwyższa LFF lyga. Sezon 1997/98 klub rozpoczął z nazwą Avakona Wisaginia, a zakończył jako FK Wisaginia na ostatnim 14 miejscu i spadł do I lygi (2.liga). Potem klub przywrócił nazwę Interas Wisaginia i występował do 2003 w drugiej lidze, po czym spadł do 3 ligi. W 2004 nazywał się Interas-AE Wisaginia.
Dopiero w 2006 klub w barażach zdobył awans do A Lygi. Swój pierwszy mecz w A Lydze przegrał 2:3 z FBK Kowno 4 kwietnia 2007 roku. Klub w sezonie 2007 zajął ostatnie 10 miejsce, co oznaczało degradację. W 2009 klub zmienił nazwę na Intero Veteranai Wisaginia.

## Osiągnięcia
- A lyga:

10. miejsce (2007/08)
- Puchar Litwy:

1/8 finału: 1991/92, 1992/93, 1995/96, 1996/97, 2000/01, 2007/08